# Семпрония
Вижте пояснителната страница за други личности с името Семпрония.
Семпрония (на латински: Sempronia) е римска аристократка през късната Римска република.
Тя е съпруга на Децим Юний Брут, който е консул през 77 пр.н.е. и според Салустий активна участничка или знаеща в Каталинския заговор през 63 пр.н.е. Те имат син Децим Юний Брут Албин (* 85; † 43 пр.н.е.), който участва в заговора за убийството на Юлий Цезар през 44 пр.н.е.
За нея има малко сведения. Само Салустий пише за нея в своите De coniuratione Catilinae.
Семпрония е може би дъщеря на Гай Гракх и в отстъствието на Брут помага на заговорниците на Катилина.